# Zoran Zaev
Zoran Zaev (en macédonien : Зоран Заев), né le 8 octobre 1974 à Strumica, est un homme d'État macédonien, membre de l'Union sociale-démocrate de Macédoine (SDSM).
Formé en économie à l'université Saints-Cyrille-et-Méthode de Skopje, il est élu conseiller municipal de sa ville natale en 2002, puis député en 2003. En 2005, il devient maire de Strumica, un mandat qu'il renouvelle deux fois ensuite.
Après la déroute de la SDSM aux élections locales de 2013, il en est élu président en remplacement de Branko Crvenkovski. Il dénonce deux ans plus tard un scandale d'écoutes illégales, qu'il affirme être orchestré par le chef du gouvernement Nikola Gruevski. Cette affaire déclenche une grave crise politique, résolue par la conclusion d'un accord sur la tenue d'élections anticipées en 2016, organisées par un gouvernement de transition.
Sous sa direction, le parti arrive deuxième aux élections de décembre 2016. Il est investi cinq mois plus tard président du gouvernement après avoir constitué une coalition avec deux partis albanais, une configuration initialement rejetée par le président de la République.
Il parvient à résoudre en juin 2018 le débat autour du nom de la Macédoine en négociant l'accord de Prespa avec le Premier ministre grec Aléxis Tsípras, qui rebaptise le pays « Macédoine du Nord ». Après que la France a refusé l'ouverture des négociations d'adhésion à l'Union européenne, il annonce la tenue d'élections législatives anticipées. Il démissionne au début de l'année 2020 au profit d’Oliver Spasovski, qui conduit un gouvernement transitoire jusqu'au scrutin.
Sa coalition avec le Mouvement Besa ayant remporté la majorité relative, il négocie la réédition de son entente avec l'Union démocratique pour l'intégration et peut ainsi former son second exécutif. Affaibli par la défaite de son parti aux élections municipales, il remet sa démission en décembre 2021.

## Jeunesse
Zoran Zaev naît le 8 octobre 1974 à Strumica. Il étudie les sciences économiques à l'université Saints-Cyrille-et-Méthode de Skopje, où il obtient son diplôme en 1997 et poursuit un cycle postgrade en économie monétaire et finances. Il travaille ensuite dans l'entreprise familiale Trgoprodukt.
Il commence sa carrière politique en 1996, lorsqu'il adhère à l'Union sociale-démocrate de Macédoine (SDSM).

## Ascension
Il est élu par la suite au conseil municipal de Strumica. Il entre au comité central de la SDSM en 2002, puis siège comme député à l'Assemblée entre 2003 et 2005.
Au cours des élections locales de 2005, il est élu maire de Strumica. Il sera réélu deux fois à ce poste, en 2009 et 2013. Entre 2008 et 2009, il est président par intérim de la SDSM.
Il est accusé en 2008 d’abus de pouvoir dans la construction du centre commercial Global de Strumica. Arrêté avec cinq collaborateurs, il est relaxé grâce à une intervention du président de la République Branko Crvenkovski, membre fondateur de l'Union sociale-démocrate. L'affaire Global entraîne un scandale alors que le SDSM est au plus bas.

## Président de la SDSM

### Élection
Aux élections municipales de 2013, la SDSM ne remporte que deux villes, dont Strumica. Crvenkovski renonce alors à la présidence du parti et un congrès est convoqué pour le 2 juin afin de le remplacer. Zaev est élu pour lui succéder avec 395 voix, contre deux concurrents.

### Législatives de 2014

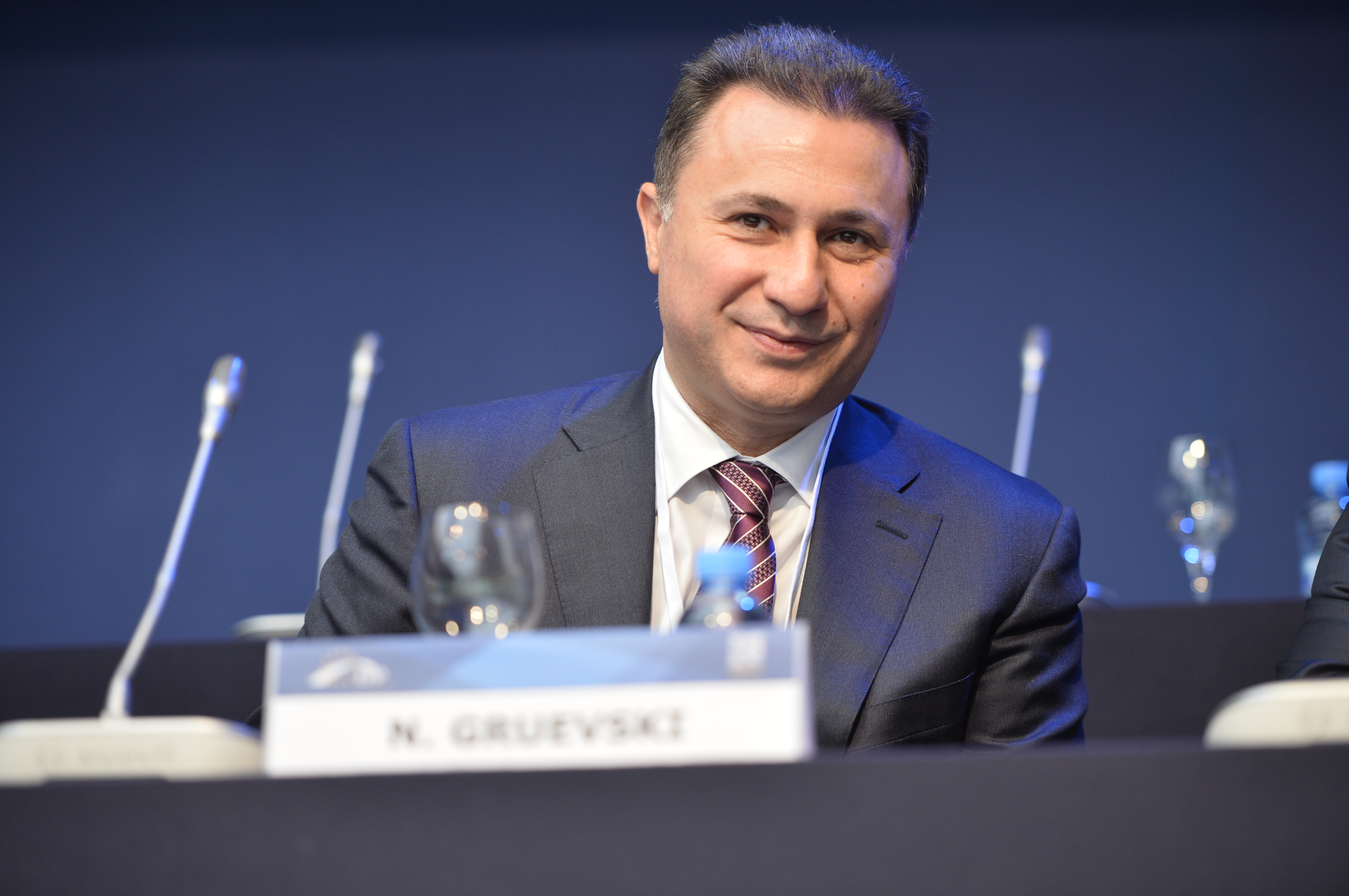
Zaev accuse le président du gouvernement Nikola Gruevski de fraude aux élections de 2014.

Le 6 mars 2014, l'Assemblée vote sa dissolution à la quasi-unanimité et convoque des élections législatives anticipées pour le 27 avril, jour du second tour de l'élection présidentielle.
Le scrutin se solde par la victoire de l'Organisation révolutionnaire macédonienne intérieure - Parti démocratique pour l'unité nationale macédonienne (VMRO-DPMNE) du président du gouvernement Nikola Gruevski avec plus de 40 % des voix, contre 22 % à l'Union sociale-démocrate. Zaev rejette les résultats, estimant que le pouvoir a « massivement acheté des voix, en présence et avec l'assistance de la police » et l'accusant « d'abuser de l'ensemble du système d'État » à coups « de menaces et de chantage »,.

### Scandale des écoutes

#### Accusations et manifestations
Lors d'une conférence de presse tenue le 9 février 2015, il accuse nommément Nikola Gruevski et le directeur des services secrets (mk) Sašo Mijalkov (mk) d'avoir orchestré des écoutes illégales concernant 20 000 Macédoniens. Seraient concerné des ministres, des dirigeants de l'opposition, des dirigeants d'ONG, des journalistes, des entrepreneurs… Dix jours plus tôt, la police macédonienne avait demandé la mise en accusation de Zaev pour avoir fomenté un complot visant à recueillir des renseignements contre le chef de l'exécutif, obtenir sa démission et la tenue d'élections anticipées.
Refusant de livrer sa source, le président de la SDSM explique avoir reçu ces enregistrements d'un « patriote » écœuré par les pratiques de Mijalkov, par ailleurs cousin de Gruevski. Niant être à l'origine de ces écoutes, le président du gouvernement accuse à son tour son opposant d'espionner ses propres alliés et de préparer un coup d'État. En réponse, l'opposition décide de boycotter le travail parlementaire. Le procureur de l'État annonce le 30 avril 2015 la mise en examen de Zaev des chefs d'espionnage, d'écoute illégale et de violences contre les hautes autorités de l'État.

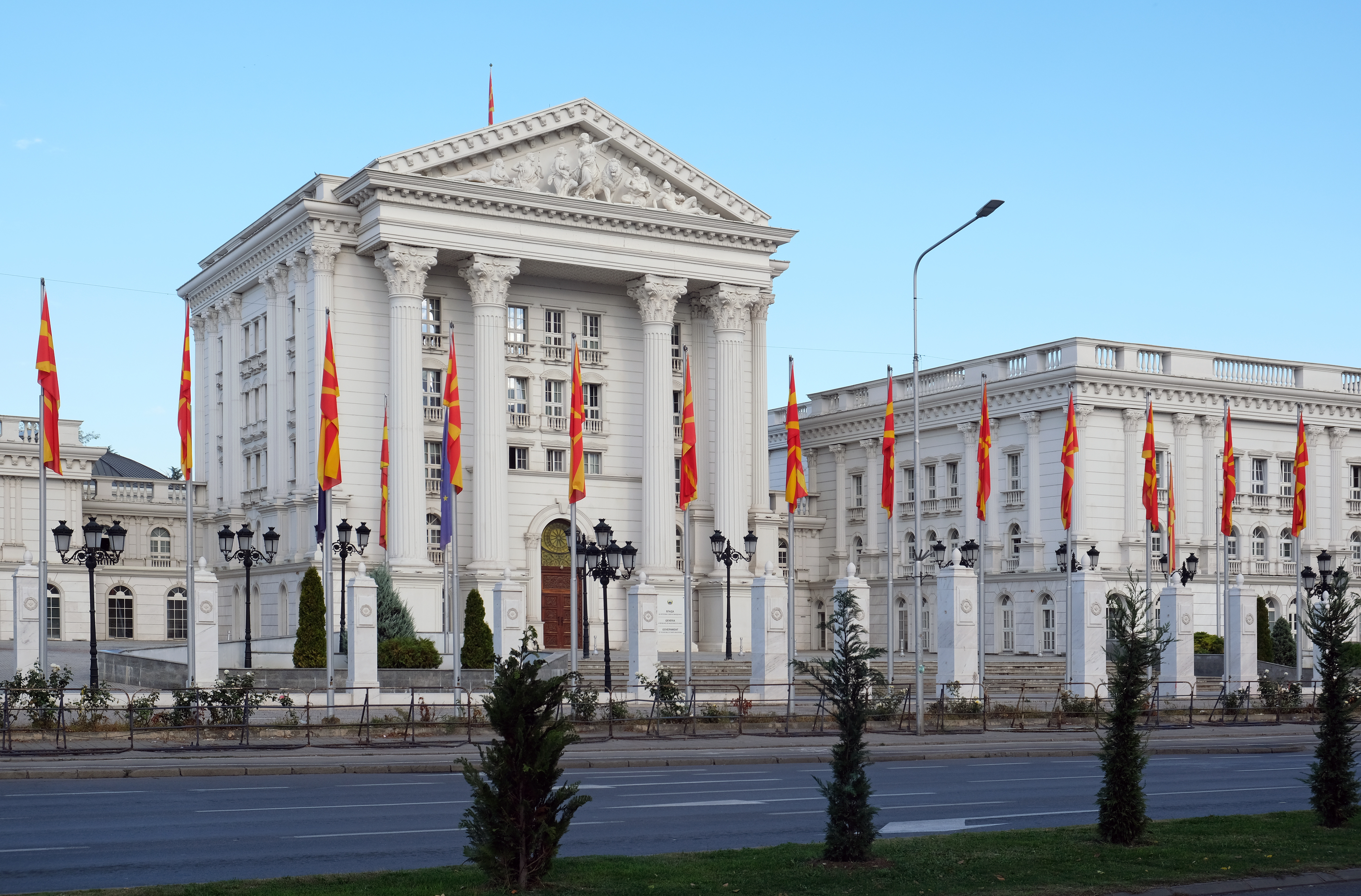
Zaev appelle ses partisans à s'installer devant le palais du gouvernement après la manifestation du 17 mai 2015.

Le 12 mai, après que des affrontements entre la police et un commando d'origine albanaise a conduit à la mort de 22 personnes dans la ville de Koumanovo, la ministre de l'Intérieur Gordana Jankulovska, le ministre des Transports Mile Janakieski et Sašo Mijalkov annoncent leur démission. Bien que les raisons n'en soient pas officiellement précisées, la lettre de démission de Mijalkov évoque la nécessité de résoudre la crise politique en cours. Une manifestation réunissant 20 000 participants a lieu cinq jours plus tard devant le palais du gouvernement à Skopje, au cours de laquelle Zaev appelle ses partisans à occuper le secteur : « Nikola Gruevski doit démissionner. Tant qu'il ne sera pas parti, nous ne quitterons pas les lieux ».

#### Accords de sortie de crise
Deux jours plus tard, Gruevski et Zaev se rencontrent à Strasbourg afin d'ouvrir le dialogue en vue de sortir de la crise en cours. Sous l'égide de l'Union européenne, ils concluent un accord le 2 juin pour l'organisation d'élections législatives anticipées avant la fin de l'année 2016, soit deux ans avant l'échéance constitutionnelle normale, et s'entendent le 15 juillet sur la formation d'un gouvernement de transition 100 jours avant la tenue du scrutin. Zaev se félicite alors d'avoir « obtenu la démission de Nikola Gruevski, [qui] n'organisera pas les prochaines élections ». Le 19 janvier 2016, l'Assemblée investi Emil Dimitriev en remplacement de Gruevski, les ministères de l'Intérieur et du Travail revenant à l'opposition.
La crise est rouverte le 13 avril, lorsque le président de la République Gjorge Ivanov promulgue une amnistie concernant les « procédures judiciaires contre les responsables du gouvernement et de l'opposition » mis en cause dans le scandale des écoutes, mettant de facto un terme à l'enquête menée depuis quelques mois par une procureure spéciale. Potentiellement bénéficiaire de cette décision, Zaev dénonce un « coup d'État » et souligne qu'elle profite à l'ancienne ministre de l'Intérieur et à l'ex-directeur des services secrets. La SDSM ayant pris la décision de boycotter les élections prévues huit semaines plus tard, l'UE demande leur report et l'Assemblée, bien que dissoute, approuve le 18 mai une série d'amendements à la loi électorale reporant le scrutin sine die. VMRO-DPMNE et la SDSM passent un nouvel accord le 31 août prévoyant la convocation des électeurs le 11 décembre suivant.

## Premier mandat de président du gouvernement

### Élections législatives

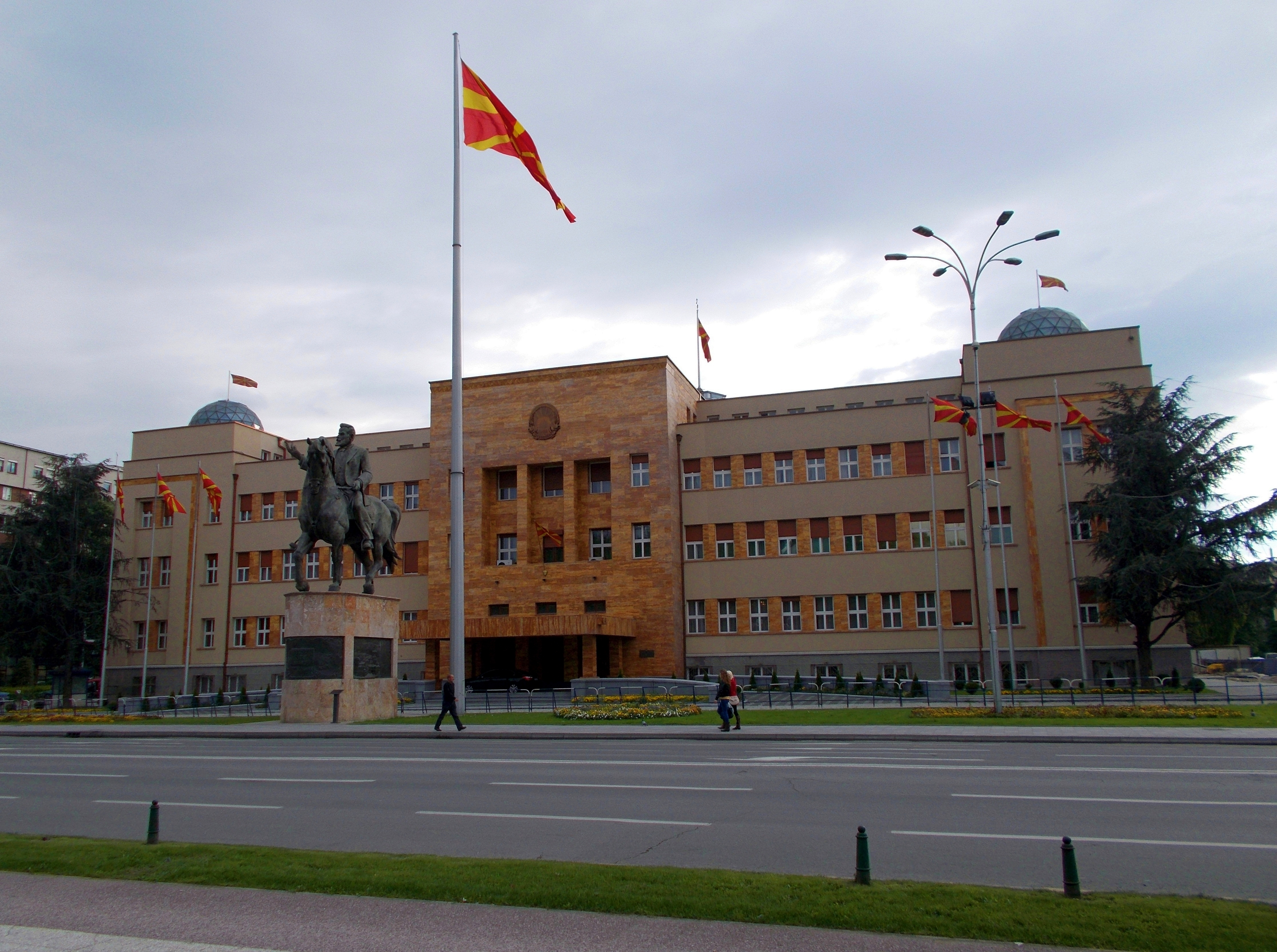
Zaev est physiquement agressé lors de l'invasion du palais de l'Assemblée le 29 avril 2017.

Il est le chef de file de l'Union sociale-démocrate lors des élections législatives du 11 décembre 2016. Quelques jours avant le scrutin, Gruevski, qui mène une campagne très nationaliste, affirme que Zaev aurait, en d'autres temps, mérité la mort. Les élections voient la victoire de VMRO-DPMNE, qui obtient 38,09 % des suffrages exprimés et 51 députés, contre 36,67 % et 49 sièges à la SDSM, soit 17 000 voix d'écart. Les sociaux-démocrates, qui dénoncent des pressions et irrégularités, refusent de reconnaître ce résultat.
Bien qu'arrivé deuxième, Zaev parvient à rallier 18 députés issus de la minorité albanaise après avoir signé avec eux un accord qui prévoit que l'albanais soit reconnu comme seconde langue officielle du pays. Il présente la liste des parlementaires le soutenant au président Ivanov le 27 février 2017, mais ce dernier affirme deux jours plus tard que « la Constitution et [sa] conscience » lui interdisent « de confier la charge de former un gouvernement à une personne ou à un parti dont le programme prône l’atteinte à la souveraineté, l’intégrité territoriale et l’indépendance » du pays. Lors de la constitution de la nouvelle législature le 29 avril, une centaine de militants du mouvement Pour une Macédoine unie font irruption dans l'enceinte parlementaire et agressent physiquement plusieurs députés, dont Zoran Zaev qui sera évacué le visage et la chemise maculés de sang.

### Accession au pouvoir

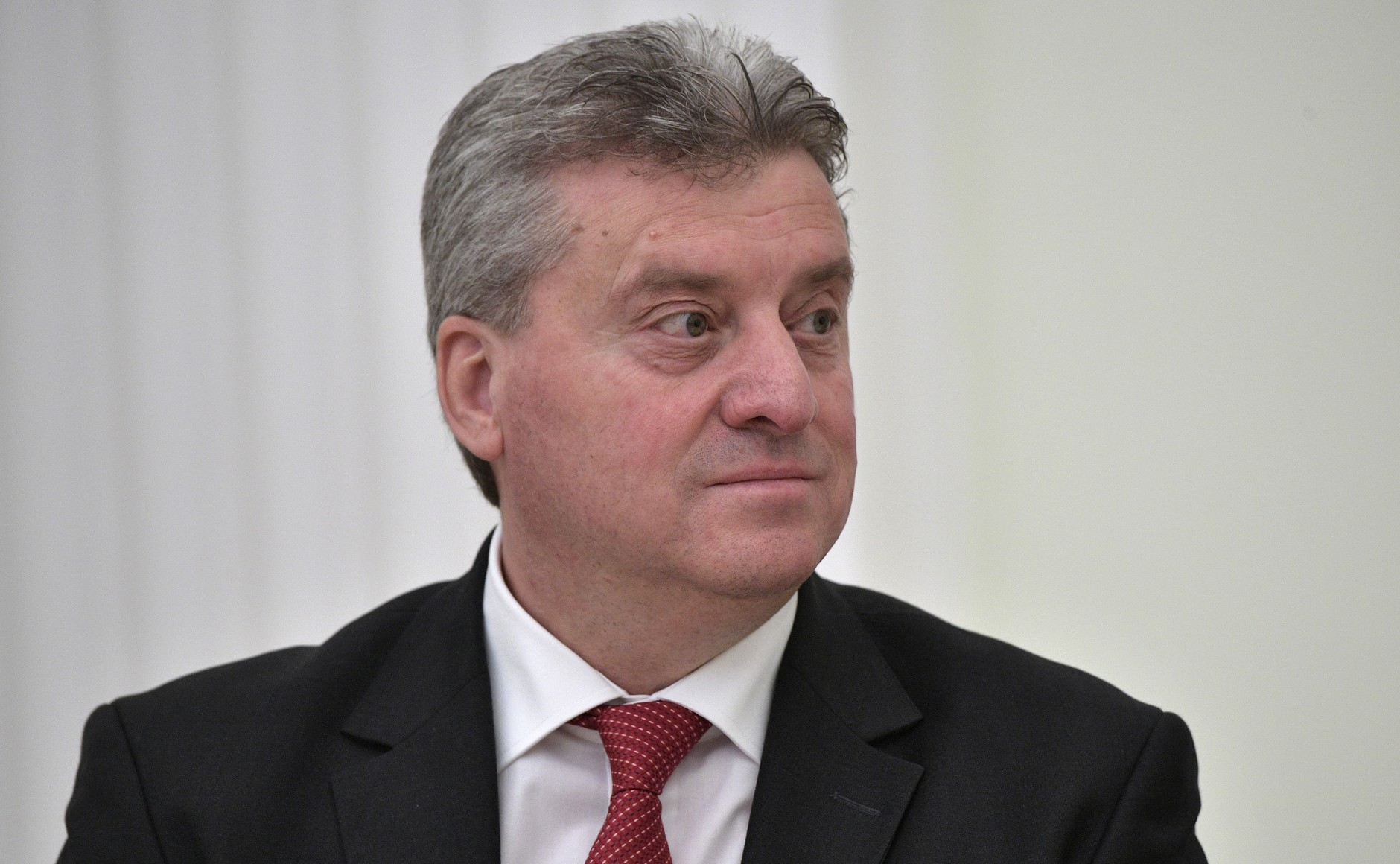
Deux mois et demi après s'y être opposé, le président de la République Gjorge Ivanov charge Zaev de former le gouvernement.

Les images des violences au sein de l'Assemblée provoquent un choc général, qui rend de moins en moins tenable le veto imposé par le chef de l'État. La situation se débloque après la visite du diplomate américain Hoyt Brian Yee et aux pressions exercées par l'Union européenne, alors que la coalition de Zaev a renoncé à donner un statut officiel à la langue albanaise au profit d'un engagement à appliquer totalement les accords d'Ohrid. Le 17 mai, Ivanov consent à charger Zaev de constituer le nouvel exécutif macédonien, après que celui-ci a promis de protéger « l’unité, la souveraineté et l’intégrité territoriale, l’indépendance et le caractère multiethnique de la Macédoine », une garantie absolument inédite.
La composition de la nouvelle équipe gouvernementale, qui réunit l'Union sociale-démocrate, l'Union démocratique pour l'intégration (BDI/DUI) et l'Alliance pour les Albanais (AzA), est présentée par Zaev le 29 mai. Constituée de 25 ministres, dont sept sans portefeuille, elle comptera deux vice-présidents du gouvernement issu des partis albanais, qui détiendront neuf postes au total. Le 31 mai, Zoran Zaev est investi à 42 ans président du gouvernement par l'Assemblée par 62 voix favorables, après s'être engagé à obtenir une adhésion « aussi rapide que possible » à l'Union européenne et à l'Organisation du traité de l'Atlantique nord (OTAN).

### Accord sur le nom du pays
À l'issue de son accession au pouvoir, Zaev fait du rapprochement avec la Grèce une priorité, afin d'intégrer l'UE et l'OTAN. En juin 2018, il s'entend avec le Premier ministre hellène Aléxis Tsípras afin de résoudre le débat autour du nom de la Macédoine. Le choix de rebaptiser le pays en « Macédoine du Nord » est critiqué par les nationalistes grecs et macédoniens. L'accord entre les deux États est signé par les ministres des Affaires étrangères — en présence des chefs de gouvernement — le 17 juin sur les rives du lac Prespa, qui lui donne son nom.
Un référendum est convoqué le 30 septembre 2018 afin de confirmer la ratification parlementaire de l'accord de Prespa, un scrutin que l'opposition appelle à boycotter. Le résultat est favorable à plus de 90 % au changement de nom du pays, mais près des deux tiers des électeurs boudent les urnes. Malgré cette faible participation, Zaev appelle ses opposants à soutenir dans l'enceinte parlementaire la volonté exprimée lors du vote. Les amendements constitutionnels changeant le nom du pays sont approuvés à l'Assemblée le 11 janvier 2019 par 81 voix favorables, soit une de plus que le minimum requis. La séance est boycottée par VMRO-DPMNE, principale force d'opposition qui évoque un péril pour l'identité du pays.
L'accord de Prespa est ratifié à son tour par le Parlement grec deux semaines plus tard, par 153 voix favorables sur 300. Au second tour de l'élection présidentielle, le 5 mai, le candidat de la SDSM Stevo Pendarovski, qui soutient le changement de nom, l'emporte avec 51,75 % contre la candidate de VMRO-DPMNE Gordana Siljanovska-Davkova, qui s'y oppose.

### Succession
Le 18 octobre 2019, le président de la République française Emmanuel Macron oppose son veto à l'ouverture de négociations d'adhésion de la Macédoine du Nord à l'UE. Annonçant le lendemain son intention de convoquer des élections législatives anticipées en avril 2020, Zoran Zaev affirme que les Macédoniens sont « victimes d'une erreur historique de l'Union européenne » alors que « nous remplissons toutes les conditions ».
Il remet sa démission le 3 janvier 2020, afin de céder le pouvoir à un gouvernement de gestion des affaires courantes, réunissant les partis au pouvoir et l'opposition, chargé de gérer les affaires courantes du pays jusqu'aux élections et dirigé par le ministre de l'Intérieur sortant Oliver Spasovski.

## Deuxième mandat de président du gouvernement

### Élections législatives de 2020
Alors que le scrutin est reporté en raison de la pandémie de Covid-19, Zaev est placé en quarantaine — au même titre que le président de VMRO-DPMNE Hristijan Mickoski — après avoir été interrogé par un journaliste testé positif à la maladie à coronavirus.
Le scrutin, tenu le 15 juillet, voit arriver en tête la coalition « Nous pouvons », formée autour de l'Union sociale-démocrate de Macédoine et du Mouvement Besa. C'est ainsi la première fois depuis 2002 que les sociaux-démocrates arrivent en tête de ce type d'élection. Cette performance est cependant qualifiée de courte victoire en raison de la faible différence en suffrages et en siège séparant la coalition de celle du « Renouveau pour la Macédoine » dirigée par VMRO-DPMNE,.
Aucune des deux formations ne disposant de la majorité absolue, des négociations devraient avoir lieu pour la formation d'un gouvernement de coalition.

### Second gouvernement
Alors que le SDSM et le DUI sont proches d'un accord de coalition, le président Stevo Pendarovski charge le 13 août Zoran Zaev de former un gouvernement.
Un accord est finalement conclu le 18 août entre la SDSM et la DUI pour reconduire Zoran Zaev à la tête du gouvernement. La DUI renonce ainsi à sa promesse électorale de faire élire un président du gouvernement issu de la minorité albanaise mais obtient en contrepartie que le prochain président du gouvernement de transition chargé des affaires courantes pendant les 100 jours précédant les prochaines élections soit issu de cette ethnie. Zaev est réélu président du gouvernement le 30 août par l'Assemblée, recueillant 62 voix favorables après deux jours de débats.
Le 31 octobre 2021, il annonce sa démission après la déroute de son parti aux élections municipales, avant de la reporter le 9 novembre. Deux jours plus tard, une motion de censure contre son gouvernement ne peut aboutir faute de quorum. Il remet sa démission au président de l'Assemblée le 22 décembre 2021. Elle est acceptée le lendemain et Zaev devrait être remplacé par Dimitar Kovačevski, élu président de l'Union social-démocrate le 12 décembre.